# Reka (gmina Laško)
Reka – wieś w Słowenii, w gminie Laško. W 2018 roku liczyła 168 mieszkańców.